# Catedral de San Patricio (Ballarat)
La Catedral de San Patricio (en inglés: St Patrick's Cathedral) Es el nombre que recibe un edificio que pertenece a la Iglesia católica y funciona como la catedral de Ballarat en el estado de Victoria en Australia.
Es la sede de la diócesis de Ballarat (Dioecesis Ballaratensis o bien Roman Catholic Diocese of Ballarat). La catedral fue construida entre 1857 y 1871 y fue diseñada por los arquitectos locales Shaw y Dowden, pero se basa en un diseño del arquitecto Inglés Charles Hansom. 
La primera piedra fue colocada el 7 de febrero de 1858 por el Obispo James Goold Alipio, con la primera misa siendo celebrada en 1863. La inauguración oficial fue en 1871.